# Usine de blindés de Lviv
L’Usine de blindés de Lviv est une usine de la ville de Lviv de la RSS d'Ukraine, l'actuel État d'Ukraine. Elle fait partie de Ukroboronprom et est connue comme Львівський бронетанковий завод en ukrainien.

## Historique
Fondée Le 9 mai 1944 comme unité militaire 33198 par décision du Comité de défense de l'URSS et par arrêté n° 26 de l'Administration principale des blindés à Kyiv.
L'entreprise travaille pour la modernisation des chars T-72, des T-80 elle est intégrée pour les réparations des véhicules BTR-60, BTR-80, BMP-1 et T-64 de conception soviétique. Elle produit le blindé léger Dozor-B.